# Duolingo
Duolingo är ett amerikanskt utbildningsteknikföretag som erbjuder språkinlärningstjänster på flera språk, som grundades av Luis von Ahn och Severin Hacker.
Tjänsten finns som webbplats och som app för Android och iOS. Företaget använder en freemium-modell med över 500 miljoner registrerade användare (2023). Man kan använda tjänsten gratis, men om man tecknar ett abonnemang ("Super Duolingo") får man tillgång till fler funktioner och slipper se annonser.

## Språkversioner
Per den 20 september 2022 var, för engelsktalande, följande språk tillgängliga eller under utveckling:
1. arabiska
2. danska
3. esperanto
4. finska
5. franska
6. grekiska
7. haitisk kreol (beta)
8. hawaiiska
9. hebreiska
10. high valyrian
11. hindi
12. indonesiska
13. iriska
14. italienska
15. japanska
16. jiddisch (beta)
17. kinesiska (mandarin)
18. klingon (beta)
19. koreanska
20. kymriska (walesiska)
21. latin
22. navajo (beta)
23. nederländska
24. norska (bokmål)
25. polska
26. portugisiska
27. rumänska
28. ryska
29. skotsk gaeliska
30. spanska
31. svenska
32. swahili
33. tjeckiska
34. turkiska
35. tyska
36. ukrainska
37. ungerska (beta)
38. vietnamesiska
39. xhosa (under utveckling)
40. zulu (beta)